# Gulnäbbad bärpickare
Gulnäbbad bärpickare (Melanocharis arfakiana) är en fågel i familjen bärpickare inom ordningen tättingar.

## Utbredning och systematik
Arten är endast känd från två exemplar från cirka 1900 fångade i bergsområden på sydöstra Nya Guinea. Den behandlas som monotypisk, det vill säga att den inte delas in i några underarter.

## Status
IUCN kategoriserar arten som livskraftig.